# Strada statale 185 di Sella Mandrazzi
La strada statale 185 di Sella Mandrazzi (SS 185) è una strada statale italiana che collega la valle dell'Alcantara con il versante tirrenico della città metropolitana di Messina.
Il suo tracciato, lungo quasi 70 km, ha inizio a Terme Vigliatore, in frazione San Biagio, e si conclude a Giardini-Naxos, collegando così attraverso il passo di Portella Mandrazzi (1125 metri s.l.m.) la strada statale 113 Settentrionale Sicula con la strada statale 114 Orientale Sicula.
Riaperta 7/6/2025, senso unico alternato in un breve tratto, dopo chiusura per frana dovuta a pioggia anno 2024. I cartelli che dicono chiusa per frana ancora sulla strada al 21/6/2025.

## Storia
La strada statale 185 venne istituita nel 1953 con il seguente percorso: "Innesto con la SS. n. 113 presso il ponte sul torrente Mazzarrà - Sella Mandrazzi - Francavilla di Sicilia - Innesto con la SS. n. 114 a sud di Taormina."

## Percorso
La prima parte del tracciato, di 47 km, costituisce l'attraversamento dei monti Peloritani. La strada risale lungo la valle del torrente Mazzarrà giungendo attraverso gli abitati di Mazzarrà Sant'Andrea e Novara di Sicilia alla Sella Mandrazzi da dove ridiscende fino a Francavilla di Sicilia. Da qui la strada percorre la valle dell'Alcantara lambendo il territorio del parco fluviale fino a Giardini-Naxos.
Le caratteristiche tecniche della strada la rendono inidonea al traffico pesante. La larghezza della carreggiata è sufficiente a consentire l'incrocio tra veicoli leggeri senza eccessiva riduzione della velocità tranne che nel tratto da Mojo Alcantara a Francavilla di Sicilia e nel tratto prossimo alla Portella Mandrazzi. Esistono inoltre alcune strettoie in corrispondenza di viadotti tra Francavilla di Sicilia e Gaggi. Sono obbligatorie le dotazioni invernali da novembre a marzo nel tratto di valico.

### Tabella percorso
| di Sella Mandrazzi |                                                     |      |           |
| Tipo               | Indicazione                                         | ↓km↓ | Provincia |
|                    | Bivio Salicà Settentrionale Sicula                  | 0,0  | ME        |
|                    | per Rodì Milici                                     | 1,2  | ME        |
|                    | Mazzarrà Sant'Andrea per Basicò, Montalbano Elicona | 5,5  | ME        |
|                    | per Fantina                                         | 18,1 | ME        |
|                    | Novara di Sicilia per San Basilio                   | 19,7 | ME        |
|                    | per Fondachelli                                     | 27,2 | ME        |
|                    | Portella Mandrazzi                                  | 30,3 | ME        |
|                    | Borgo Schisina                                      | 38,0 | ME        |
|                    | per Mojo Alcantara                                  | 47,0 | ME        |
|                    | Francavilla di Sicilia per Castiglione di Sicilia   | 50,0 | ME        |
|                    | Fondaco Motta per Motta Camastra                    | 53,2 | ME        |
|                    | Gole dell'Alcantara                                 | 54,8 | ME        |
|                    | per Graniti                                         | 60,1 | ME        |
|                    | Gaggi per Calatabiano                               | 61,9 | ME        |
|                    | Trappitello                                         | 66,2 | ME        |
|                    | Messina-Catania (svincolo di Giardini-Naxos)        | 67,7 | ME        |
|                    | Giardini-Naxos Orientale Sicula                     | 68,5 | ME        |